# Paguristes moorei
Paguristes moorei är en kräftdjursart som beskrevs av James Everard Benedict 1901. Paguristes moorei ingår i släktet Paguristes och familjen Diogenidae. Inga underarter finns listade i Catalogue of Life.